# 佐々木繁明
佐々木 繁明（ささき しげあき、1930年10月13日 - 2008年3月15日）は、日本の実業家で、元オタフクソース社長。広島県出身。

## 略歴
1979年にオタフクソース3代目社長に就任。1990年に酢の醸造専用の大和工場（広島県三原市）を完成させるなど大型投資を決断し、ソースや酢の調味料製造を手がけるお多福グループを全国ブランドへと押し上げた。
2008年3月15日、広島市中区の病院で死去。